# Sokoligóra (gromada)
Sokoligóra (od 1 VII 1963 Gałczewko) – dawna gromada, czyli najmniejsza jednostka podziału terytorialnego Polskiej Rzeczypospolitej Ludowej w latach 1954–1972.
Gromady, z gromadzkimi radami narodowymi (GRN) jako organami władzy najniższego stopnia na wsi, funkcjonowały od reformy reorganizującej administrację wiejską przeprowadzonej jesienią 1954 do momentu ich zniesienia z dniem 1 stycznia 1973, tym samym wypierając organizację gminną w latach 1954–1972.
Gromadę Sokoligóra z siedzibą GRN w Sokoligórze utworzono – jako jedną z 8759 gromad na obszarze Polski – w powiecie wąbrzeskim w woj. bydgoskim, na mocy uchwały nr 24/16 WRN w Bydgoszczy z dnia 5 października 1954. W skład jednostki weszły obszary dotychczasowych gromad Gałczewo, Nowawieś, Sokoligóra i Lisewo (bez Lisaka) ze zniesionej gminy Podzamek Golubski oraz przysiółki Baraniec i Lipnica-Kolonia z dotychczasowej gromady Lipnica (granicę tworzy droga dojazdowa od szosy w Sokoligórze) ze zniesionej gminy Wielkie Radowiska, w tymże powiecie. Dla gromady ustalono 23 członków gromadzkiej rady narodowej.
1 stycznia 1956 gromadę włączono do nowo utworzonego powiatu golubsko-dobrzyńskiego w tymże województwie.
Gromadę Sokoligóra zniesiono 1 stycznia 1958 w związku z przeniesieniem siedziby GRN z Sokoligóry do Gałczewka i zmianą nazwy jednostki na gromada Gałczewko.